# Casa Edwin Hubble
La casa Edwin Hubble es una casa histórica ubicada en San Marino (California), Estados Unidos. Construida en 1925, fue el hogar del astrónomo Edwin Hubble (1889–1953) durante la mayor parte de su vida profesional. Hubble es reconocido como uno de los más grandes astrónomos del siglo XX, cuyos descubrimientos revolucionaron la ciencia. Su casa, todavía una residencia privada, fue declarada Hito Histórico Nacional en 1976.
Posee un gran valor histórico como parte de la ciencia y la astronomía.

## Descripción e historia
Está ubicada en una zona residencial del oeste de San Marino, en el lado este de Woodstock Road, cerca de una calle sin salida. Es una casa de dos pisos, diseñada por el arquitecto de Los Ángeles Joseph Kucera y terminada en 1925. La casa no tiene tanta importancia arquitectónica; es similar a muchas casas construidas en el área de Los Ángeles en ese momento. Fue el hogar del astrónomo Edwin Hubble desde 1925 hasta su muerte en 1953.
Se trata de una edificación de estuco de dos pisos de arquitectura de las misiones de California. En el primer piso pasillo, comedor, sala, una biblioteca, la cocina, un cuarto y baño para la empleada doméstica. En el segundo piso, la edificación se compone de dos cuartos y un baño. La casa permaneció en muy buenas condiciones, tanto así que no sufrió modificaciones en la parte externa e interna desde el período Hubble.
Hubble es una de las principales figuras de la astronomía del siglo XX, hoy más conocido como el homónimo del telescopio espacial Hubble. Sus descubrimientos realizados mientras trabajaba en los Observatorios del Instituto Carnegie de Washington y el Observatorio del Monte Wilson revolucionaron la comprensión moderna del cosmos, haciendo posible determinar con cierta precisión la distancia de objetos remotos. Su descubrimiento del aumento del desplazamiento hacia el rojo en los espectros de luz emitidos por objetos distantes es una prueba importante de que el universo se está expandiendo.
Permaneció en la familia hasta alrededor de 1973. Después fue comprada por el señor y la señora Mollno, los actuales propietarios. Funciona como una vivienda unifamiliar.